# Bart Danckaert
Bart Danckaert (1 augustus 1970) is een Belgisch theatermaker, auteur, regisseur en dramaturg.
Hij studeerde kunstgeschiedenis aan de universiteit van Leuven en regie aan de Theaterschool van Amsterdam. Naast het reguliere theater maakte Danckaert in Nederland voornamelijk muziektheater, terwijl hij later in België eerder jongeren- of jeugdtheater zou produceren.
Na zijn studies in Amsterdam werkte Danckaert verscheidene jaren voor Toneelschuur Haarlem. Hij maakte er eerst verschillende bewerkingen (onder meer Bernhard, Shakespeare, Ibsen, Koltès) en bracht vervolgens ook eigen materiaal (als auteur en theatermaker). Naast de coöperatie met de Nederlandse band Susies Haarlok, begon hij er samen te werken met tekenaar en musicus Wim Lots (500 Kilo Gespierde Razernij, MAJAKOVSKI? MAJAKOVSKI!), en dit zou ook later in België nog verscheidene keren gebeuren (Beer, Be My Guest, Ajar).
Danckaert werd later leerkracht Dramatische Expressie aan het Brusselse Kunsthumaniora en werkte als (freelance) regisseur en dramaturg voor onder meer BRONKS, luxemburg, Toneelhuis Antwerpen, Toneelschuur Haarlem, HETPALEIS en Theater Antigone. Hij is eveneens oprichter van plek, een vereniging waarmee hij internationale theaterprojecten op poten zet voor jongeren. Zo werkte hij reeds in Rijsel, Marseille, Ramallah, Hebron en Gaza. Voortvloeiend uit het project in Palestina maakte hij met plek voor de KVS de voorstelling Be My Guest en zette hij in samenwerking met KVS en Les Ballets C de la B een artistieke uitwisseling met Palestijnse podiumkunstenaars op.
In 2003 maakte hij samen met Susies Haarlok de voorstelling MAJAKOVSKI? MAJAKOVSKI!, een theatraal concert gebaseerd op de poëzie en het leven van Vladimir Majakovski.
Danckaert maakte in 2008 de voorstelling Enkele reis (samen met Jos Verbist), naar het boek Un Aller Simple van Didier Van Cauwelaert, een coproductie van BRONKS en Theater Antigone (spel Joris Van den Brande en Jan Sobrie).
Gedurende twee jaar leidde Danckaert bij BRONKS de Bronks Club, een creatieve jongerenbende uit Brussel. Hij deed dit onder meer met Raf Deckers met wie hij in 2009 Koltrast oprichtte, waarmee hij over de grenzen van verschillende disciplines heen kijkt en voor een kruisbestuiving tussen film en theater zorgt.
In 2009 maakte hij voor BRONKS de voorstelling Ajar, met twee volwassen acteurs, zeven jongeren en twee kinderen, die in première ging op het BRONKSfestival 2009. 'Ajar' is een pseudoniem van de Franse schrijver en Prix Goncourt-winnaar Romain Gary.
Voor Theater Antigone dompelde Danckaert zich in 2010 onder in het werk van Franz Kafka. Met de acteurs Dominique Van Malder, Tania Van der Sanden, Joris Van den Brande, Jo Jochems en Marjan De Schutter maakte hij de productie De Kafka's die in de grotere culturele centra van Vlaanderen speelde.

## Producties
- 1998: Woyzeck, voor HETPALEIS (regie en bewerking).
- Schijn bedriegt van Thomas Bernhard, voor Toneelschuur Haarlem (regie).[6]
- Dukes, een jongerenproject naar Twelfth Night van William Shakespeare (regie), voor Toneelschuur Haarlem.[7]
- 2000: Spoken van Ibsen, voor Toneelschuur Haarlem (regie).[8]
- 2001: Kapel van Emanuel Muris en Luc van Esch, voor Het Huis van Bourgondië (productie-assistentie).
- 2002: ffnx, voor Toneelschuur Haarlem.[9]
- 2002: 500 Kilo Gespierde Razernij naar La Nuit Juste Avant Les Forêts van Bernard-Marie Koltès, voor Toneelschuur Haarlem, spel: Rafaël Troch (regie).[10][11]
- 2003: MAJAKOVSKI? MAJAKOVSKI!, met Susies Haarlok (regie).
- 2004: Beer, voor Het Toneelhuis, spel: Koen De Graeve (regie).
- 2004: Yawm, voor BRONKS, plek en Kunsthumaniora Brussel (regie en concept).
- 2005: Verzeten, voor luxemburg, met Manoe Frateur en Jo Jochems; genomineerd voor het jeugdtheaterluik van Het Theaterfestival 2005-2006 (concept en tekst).[12].
- 2006: Be My Guest, voor plek en KVS, spel: Joris Van den Brande (regie).
- 2006: Toercircuit voor BRONKS (concept).
- 2006: Het verhaal van Paard Parel en Boer Dees, voor luxemburg (dramaturgie).[13]
- 2007: Toercircuit II / Op zoek naar POLYGLOT FOX2P, voor BRONKS (concept).
- 2008: Zucht voor luxemburg, met Manoe Frateur en Jo Jochems (tekst en concept).[14]
- 2008: Enkele reis, voor BRONKS en Theater Antigone (coaching).
- 2009: Ajar, voor BRONKS (regie).
- 2010: De Kafka's, voor Theater Antigone (regie).[15]
- 2012: Keffiyeh/made in China, voor KVS (regie).
- 2014: Toink, voor BRONKS (regie).